# آرثر جورج فروست
آرثر جورج فروست هو سياسي كندي، ولد في 16 مايو 1888 في كندا، وتوفي في 7 مايو 1965 في نفس البلد. حزبياً، نشط في حزب أونتاريو المحافظ التقدمي.